# Калган, Александр Дмитриевич
Александр Дмитриевич Калган (по паспорту Антонов; 25 декабря 1911, дер. Новые Мертли, Казанская губерния — 19 ноября 1988, Чебоксары) — чувашский поэт, драматург и переводчик, редактор.
С 1940 года в Союзе писателей СССР. В 1945 году удостоен звания Заслуженный деятель искусств Чувашской АССР, ордена «Знак почёта».

## Биография
Александр Калган родился 25 декабря 1911 года в Казанской губернии (ныне Буинском районе Татарстана).
Окончил Казанский педтехникум, пединститут, Высшие литературные курсы в Москве. Работал в школе.
Переехав в 1935 году в Чебоксары, начал работать в писательском объединении. Работал редактором журнала «Хатĕр пул» (Будь готов), в редколлегии газеты «Пионер сасси» (Голос пионера). Трудился в управлении искусств.

## Произведения
Александр Калган сочинял стихи, басни, пьесы («Алим», «Анисса», «Авлантарчĕç» (Поженили), «Маргарита мстит»).
Александр Дмитриевич также много переводил, в том числе произведения В. Шекспира, А. Островского, Н. Гоголя, Н. Погодина.
Из печати вышли его книги:
- на чувашском языке:

1. «Аниса» (1936);
2. «Хаклă парне» / Ценный подарок (1951);
3. «Сар Иван» /  Иван-красавец (1956, 1959);
4. «Юптарусем» / Басни (1959).

- на русском языке:

1. «Басни», 1966);
2. «Лето красное»